# Diócesis de Cubao
La diócesis de Cubao (en latín: Dioecesis Cubaoensis, en inglés: Roman Catholic Diocese of Cubao y en tagalo: Diyosesis ng Cubao) es una circunscripción eclesiástica de la Iglesia católica en Filipinas. Se trata de una diócesis latina, sufragánea de la arquidiócesis de Manila, que tiene al obispo Elias Lumayog Ayuban, C.M.F. como su ordinario desde el 4 de octubre de 2024.

## Territorio y organización
La diócesis tiene 76 km² y extiende su jurisdicción sobre los fieles católicos de rito latino residentes en una parte de la Ciudad Quezon en la región de la Capital Nacional. 
La sede de la diócesis se encuentra en el distrito de Cubao en Ciudad Quezon, en donde se halla la Catedral de la Inmaculada Concepción. En Ciudad Quezon se encuentran dos basílicas menores: la basílica de San Pedro Bautista y la basílica de Nuestra Señora del Carmen, que es un santuario nacional.
En 2019 en la diócesis existían 46 parroquias.

## Historia
La diócesis fue erigida el 28 de junio de 2003 con la bula Quo satius provideretur del papa Juan Pablo II, obteniendo el territorio de la arquidiócesis de Manila.

## Estadísticas
De acuerdo al Anuario Pontificio 2020 la diócesis tenía a fines de 2019 un total de 1 434 085 fieles bautizados.
| Año                                                                             | Población            | Población | Población      | Sacerdotes | Sacerdotes    | Sacerdotes    | Bautizados por sacerdote | Diáconos permanentes | Religiosos | Religiosos | Parroquias |
| Año                                                                             | Bautizados católicos | Total     | % de católicos | Total      | Clero secular | Clero regular | Bautizados por sacerdote | Diáconos permanentes | Varones    | Mujeres    | Parroquias |
| ------------------------------------------------------------------------------- | -------------------- | --------- | -------------- | ---------- | ------------- | ------------- | ------------------------ | -------------------- | ---------- | ---------- | ---------- |
| 2003                                                                            | 1 090 108            | 1 238 760 | 88.0           | 104        | 45            | 59            | 10 481                   |                      | 59         | 1178       | 42         |
| 2004                                                                            | 1 090 108            | 1 238 760 | 88.0           | 501        | 54            | 447           | 2175                     | 3                    | 1195       | 1310       | 42         |
| 2006                                                                            | 1 142 044            | 1 297 041 | 88.0           | 548        | 97            | 451           | 2084                     |                      | 1600       | 1141       | 42         |
| 2013                                                                            | 1 312 631            | 1 481 439 | 88.6           | 604        | 88            | 516           | 2173                     | 10                   | 1546       | 1281       | 44         |
| 2016                                                                            | 1 376 099            | 1 591 614 | 86.5           | 473        | 58            | 415           | 2909                     | 6                    | 1033       | 1285       | 46         |
| 2019                                                                            | 1 434 085            | 1 666 150 | 86.1           | 449        | 65            | 384           | 3193                     | 17                   | 1109       | 1015       | 46         |
| Fuente: Catholic-Hierarchy, que a su vez toma los datos del Anuario Pontificio. |                      |           |                |            |               |               |                          |                      |            |            |            |

## Episcopologio
- Honesto Flores Ongtioco, (28 de junio de 2003-4 de octubre de 2024 retirado)
- Elias Lumayog Ayuban, C.M.F., desde el 4 de octubre de 2024